# 大王马先蒿矮小亚种
大王马先蒿矮小亚种（学名：Pedicularis rex sp. parva）为玄参科马先蒿属下的一个亚种。

## 扩展阅读
- 維基物種上的相關：大王马先蒿矮小亚种